# أولمبياد الشطرنج ال23
أولمبياد الشطرنج 1976  هي منافسة عالمية نظمها الاتحاد الدولي للشطرنج من 25 أكتوبر إلى 12 نوفمبر 2000 بمدينة بوينس آيرس الأرجنتينة.